# Max Ehrlich (Schriftsteller)
Max Simon Ehrlich (* 10. Oktober 1909 in Springfield, Massachusetts; † 11. Februar 1983 in Los Angeles, Kalifornien) war ein US-amerikanischer Journalist, Schriftsteller, Hörspiel- und Drehbuchautor. Er machte sich besonders als Autor phantastischer Literatur einen Namen.

## Leben
Max Ehrlich wurde am 10. Oktober 1909 als Sohn von Sarah und Simon Ehrlich in Springfield (Massachusetts) geboren. Er studierte Journalismus an der University of Michigan und erwarb dort 1933 einen Bachelor-Abschluss. Schon während seines Studiums und danach arbeitete er als Journalist für verschiedene regionale Zeitungen. Ab 1938 wechselte er zum Radio, wo er als Autor tätig war. Er verfasste für dieses Medium zahlreiche Hörspiele und Features.
Nach 1945 arbeitete Ehrlich als Schriftsteller, aber auch weiterhin als Autor für Radio- und Fernseh-Serien, darunter The Shadow,  Preston & Preston und Raumschiff Enterprise. Außerdem wurden mehrere seiner Romane verfilmt, wobei er in einigen Fällen selbst die Drehbücher schrieb.
Ehrlich war verheiratet und hatte zwei Töchter. Er starb am 11. Februar 1983 im Alter von 73 Jahren in Los Angeles.

## Werke (Auswahl)
- The Big Eye, 1949
- Spin the Glass Web, 1952
- First Train to Babylon, 1955
- The Takers, 1961
- Deep is the Blue, 1964
- The High Side, 1970
- The Edict, 1971
- The Reincarnation of Peter Proud (dt. Der Mann, der zweimal lebte), 1974
- The Savage is Loose, 1974
- The Cult, 1978
- Reincarnation in Venice, 1979
- Naked Beach, 1979
- The Big Boys, 1981
- Shaitan, 1981

## Filmografie (Auswahl)
- The Glas Web (dt. Das gläserne Netz), 1953
- The Lie, 1954
- The Naked Edge (dt. Ein Mann geht seinen Weg), 1961
- I Will Not Confess, 1961
- Sail To Glory, 1967
- Z.P.G. (dt. Geburten verboten), 1972
- The Savage Is Loose, 1974
- The Reincarnation of Peter Proud (dt. Der Mann, der zweimal getötet wurde), 1976

## Deutschsprachige Hörspiele (Auswahl)
- 1995: Der Mann, der zweimal lebte (2 Teile) – Regie: Norbert Schaeffer (Hörspielbearbeitung, Kriminalhörspiel – NDR/SDR)
  - Auszeichnung: Hörspiel des Monats Januar 1995
  - Veröffentlichung: MP3-CD-Edition: Pidax Film Media Ltd. (Alive) 2016

## Auszeichnungen
- 1944: Writers’ War Board Award
- 1963: Huntington Hartford Foundation Fellowship